# الرفيد (لبنان)
الرفيد هي إحدى القرى ال لبنانية من قرى قضاء راشيا في محافظة البقاع يقدر عدد سكانها بخمسة آلاف نسمة... تقع هذه البلدة تقريباً في وسط القضاء يحدها من الجنوب المحيدثة ومن الشرق خربة روحا ومن الشمال البيرة ومن الغرب جبل عرعار الذي تليه بلدة لالا
تاريخ النشر: 4 شباط (فبراير) 2007 - (آخر تعديل : 11 شباط (فبراير) 2008)
الموقع
تقع رفيد في قضاء راشيا أحد أقضية محافظة البقاع هذه المحافظة هي واحدة من ثمان محافظات يتشكل منها لبنان الإداري. عدد محافظات لبنان ارتفع من 6 إلى 8 في شهر تموز 2003 بعد تأسيس محافظتين جديدتين. الأولى هي محافظة بعلبك الهرمل (بموجب المرسوم 522 تاريخ 16 تموز 2003) والثانية هي محافظة عكار. قبل تموز 2003 آان قضاء عكار يتبع محافظة لبنان الشمالي وقضاءي بعلبك الهرمل آانا جزءا من محافظة البقاع.
تبعد رفيد 75 كلم (46.605 مي) عن بيروت عاصمة لبنان. ترتفع 1120 م (3674.72 قدم - 1224.832 يارد) عن سطح البحر وتمتد على مساحة 800 هكتاراً (8 كلم²- 3.088 مي²).
السكّان، الناخبون، السلطات المحلّية
يبلغ عدد السكّان المسجّلين في رفيد 1845 نسمة. في الانتخابات الأخيرة عام ألفين وأربعة، كان في رفيد 3836 منتخب مسجل ومنهم 2144 منتخب فعليّ. يوجد في البلدة مجلس بلدي.